# Michel Alexandre
Michel Alexandre (* 27. März 1888 in Dieppe; † 14. Dezember 1952 in Paris) war ein französischer Philosoph.

## Leben
Michel Alexandre stammte aus einer Familie hoher Beamter. Sein Vater Paul Alexandre, ein Absolvent der École polytechnique, war Generalinspektor für Brücken und Straßen, Vizepräsident des Generalrats für Brücken und Straßen und Großoffizier der Ehrenlegion. Sein Onkel Georges-René Alexandre, ebenfalls ein Polytéchnicien, war Generalmajor und Kommandeur der Ehrenlegion. Seine Mutter Jeanne Lévy war die Tochter des Mediziners Michel Lévy. Seine Schwester war Madelaine Léon (1882–1927), die mit dem Historiker Paul Léon verheiratet war.
Inspiriert von Gustave Belots „Les leçons de philosophie“ wandte sich Michel Alexandre der Philosophie zu. Er erhielt 1912 die Agrégation de philosophie. Im Jahr 1916 heiratete er Jeanne Halbwachs, eine Agrégée de lettres und Friedensaktivistin, mit der er zusammenarbeitete.
Als Schüler und Bewunderer von Alain und Jules Lagneau war Alexandre Lehrer für Vorbereitungsklassen (Lycée Louis-le-Grand, Lycée de Versailles, Lycée Henri IV) und sein Werk ist hauptsächlich aus den Notizen seiner Schüler bekannt.
Geprägt durch den Ersten Weltkrieg, engagierte sich Alexandre gemeinsam mit seiner Frau Jeanne für den Pazifismus und in den 30er-Jahren für eine linke Politik; beispielsweise im Comité de vigilance des intellectuels antifascistes.

## Werke
- Par la pensée, Audin, 1955, 1973.[8]
- En souvenir de Michel Alexandre. Leçons, textes, lettres (Vorwort von Jeanne Alexandre), Mercure de France, 1956, Neuauflage 1959.[9]
- Lecture de Kant, Texte zusammengestellt und mit Anmerkungen versehen von Gérard Granel, PUF, Sammlung „Épiméthée“, 1978, 1961.[10]
- Lecture de Platon, PUF, 1966, Neuauflage 1978.[11]